# Garzigliana
Garzigliana is een gemeente in de Italiaanse provincie Turijn (regio Piëmont) en telt 521 inwoners (31-12-2004). De oppervlakte bedraagt 7,4 km², de bevolkingsdichtheid is 70 inwoners per km².

## Demografie
Garzigliana telt ongeveer 214 huishoudens. Het aantal inwoners steeg in de periode 1991-2001 met 4,8% volgens cijfers uit de tienjaarlijkse volkstellingen van ISTAT.
| Jaar | Inwoneraantal |
| ---- | ------------- |
| 1991 | 519           |
| 2001 | 544           |

## Geografie
Garzigliana grenst aan de volgende gemeenten: Pinerolo, Osasco, Macello, Bricherasio, Cavour.
1. ↑  https://demo.istat.it/?l=it.